# Quartier Chapelle-Charbon

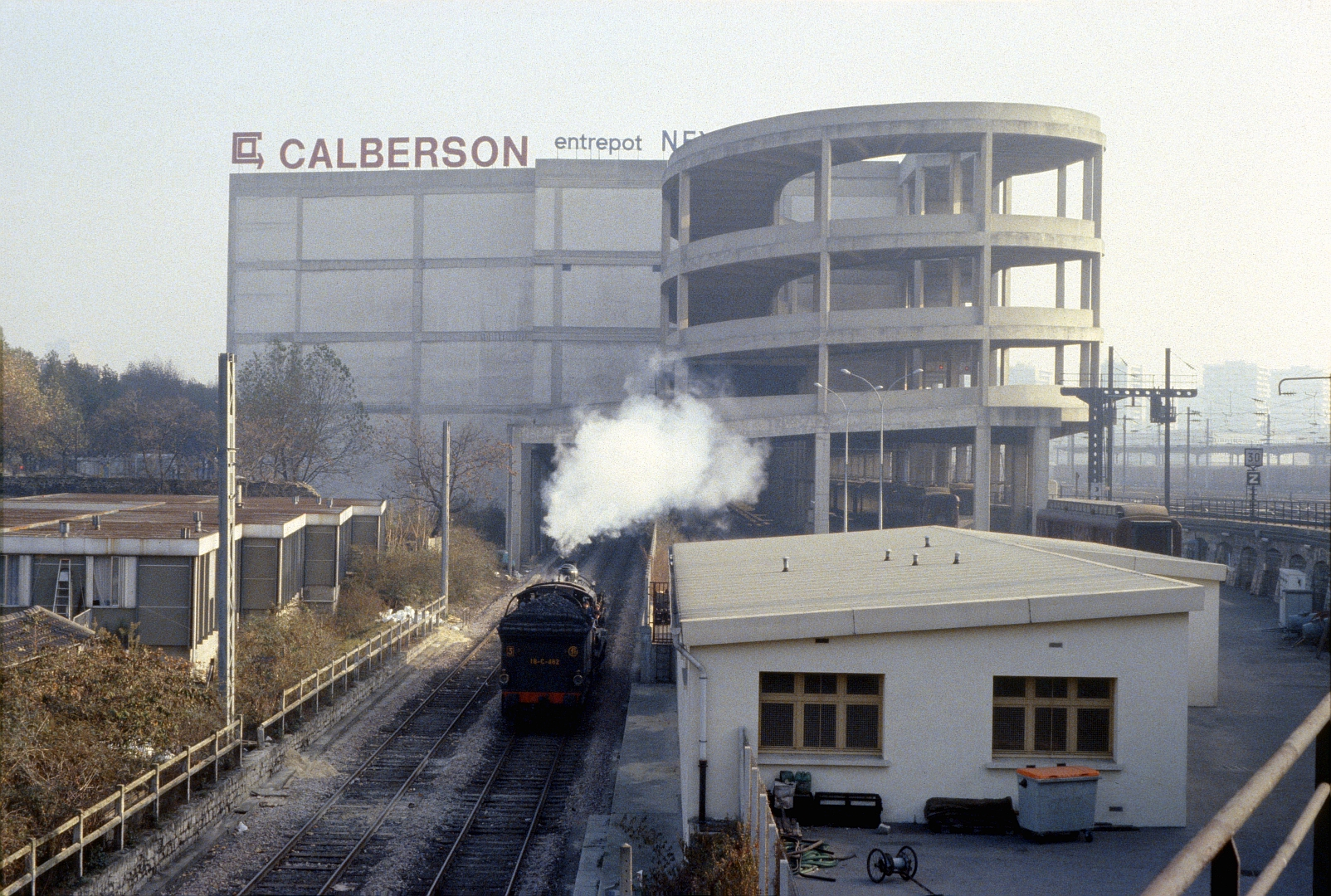
Petite-Ceinture, gare de la Chapelle-Charbon, novembre 1983

Le quartier Chapelle-Charbon, aussi connu sous le nom d'Ordener-Poissonniers, est un quartier parisien situé dans le 18e arrondissement.
Il tire son nom du raccordement des voies de la Gare de Paris-Nord et de la Gare de Paris-Est, et de l'ancienne gare de la Chapelle-Charbon, affectée au fret ferroviaire.